# Die Grenadiere
Die Grenadiere (ou Die beiden Grenadiere ; Les Deux Grenadiers en français) est un lied allemand. Écrit par Heinrich Heine, le texte a été publié une première fois en 1822, puis en 1827 dans le recueil Buch der Lieder (« Livre des lieder »).

## Thème
Le poème évoque le sort de deux grenadiers français capturés lors de la campagne de Russie et rentrant au pays en traversant l'Allemagne. Ayant appris que l'empereur (Napoléon Ier) avait été démis, l'un des soldats veut retourner en France pour retrouver sa famille. L'autre, à cause d'une vieille blessure, souhaite rentrer dans son pays pour y être enterré. Sur un ton légèrement ironique mais empreint d'une certaine tendresse, Heine dépeint la fascination exercée sur ses soldats par le chef de la Grande Armée.

## Texte
Die Grenadiere
Nach Frankreich zogen zwei Grenadier’,
Die waren in Rußland gefangen.
Und als sie kamen ins deutsche Quartier,
Sie ließen die Köpfe hangen.
Da hörten sie beide die traurige Mär :
Daß Frankreich verloren gegangen,
Besiegt und zerschlagen das tapfere Heer, –
Und der Kaiser, der Kaiser gefangen.
Da weinten zusammen die Grenadier’
Wohl ob der kläglichen Kunde.
Der eine sprach : Wie weh wird mir,
Wie brennt meine alte Wunde !
Der Andre sprach : das Lied ist aus,
Auch ich möcht mit dir sterben,
Doch hab’ ich Weib und Kind zu Haus,
Die ohne mich verderben.
Was scheert mich Weib, was scheert mich Kind,
Ich trage weit bess’res Verlangen ;
Laß sie betteln gehn wenn sie hungrig sind, –
Mein Kaiser, mein Kaiser gefangen !
Gewähr’ mir Bruder eine Bitt’ :
Wenn ich jetzt sterben werde,
So nimm meine Leiche nach Frankreich mit,
Begrab’ mich in Frankreichs Erde.
Das Ehrenkreuz am rothen Band
Sollst du aufs Herz mir legen ;
Die Flinte gieb mir in die Hand,
Und gürt’ mir um den Degen.
So will ich liegen und horchen still,
Wie eine Schildwacht, im Grabe,
Bis einst ich höre Kanonengebrüll,
Und wiehernder Rosse Getrabe.
Dann reitet mein Kaiser wohl über mein Grab,
Viel Schwerter klirren und blitzen ;
Dann steig’ ich gewaffnet hervor aus dem Grab –
Den Kaiser, den Kaiser zu schützen.

## Traduction de Jules Barbier
Les deux grenadiers
Je les ai vus, ces deux grenadiers
Qui s’en revenaient vers la France !
Et qui des Russes longtemps prisonniers
N'avaient plus qu'une espérance
Soudain autour d’eux ce bruit !
Va grandissant :
La France est vaincue et succombe
Ses fils ont pour elle épuisé tout leur sang
L'empereur est captif ! Le Dieu tombe !
J'ai vu des pleurs s’échapper de leurs yeux !
Car la nouvelle était vraie
L'un dit alors : Je suis trop vieux !
Je sens se rouvrir ma plaie !
L'autre dit : Adieu chanson !
La mort fait mon envie,
Mais j'ai là-bas, femme et garçon
A qui je dois ma vie,
Femme, garçon, amour, enfant
Pour moi, c'est fait ! rien ne vibre!
Lui mon Empereur, toujours triomphant !
Lui mon Empereur n'est pas libre !
Ami, je m’en fie à tes soins
Mon cœur brisé te prie!
Si je dois mourir, que mon corps du moins
Repose dans ma patrie,
Ma croix tu me l'attacheras
Pure et de sang trempée !
Que mon fusil reste à mon bras
Et dans ma main l'épée !
Je serai de l'éternel sommeil
La sentinelle muette
Et les canons sonneront mon réveil
Avec la joyeuse trompette
Que mon Empereur sur mes os passe alors :
Tambours faites-vous entendre !
Armé, je me lève et de terre je sors,
J'ai mon Empereur à défendre !

## Interprétations
Ce poème a inspiré à Robert Schumann un lied pour une voix de baryton (ou de basse) avec piano . Le tempo est lent. Ce lied emprunte en partie La Marseillaise .Ce genre musical est très développé au XIXe siècle , à l'époque Classique . (Op. 49 N° 1),.
Richard Wagner en a composé une version française (traduction de  François-Adolphe Loeve-Veimar) pour baryton et piano (WWW 60) en 1839-1840   

## Source
- Egon Voss, « "Das hat etwas zu bedeuten!" : Les Deux grenadiers und Die beiden Grenadiere », in Udo Bermbach, Hans Rudolf Vaget (éd.), Getauft auf Musik : Festschrift für Dieter Borchmeyer, Würzburg, Königshausen & Neumann, 2006, p. 315–340  (ISBN 3-8260-3398-1).
- Susan Youens, « Maskenfreiheit and Schumann's Napoleon-Ballad », in The Journal of musicology, 2005 22 (1) 5-46.